# EQ (アルバム)
『EQ』（イーキュー）は、日本のロックバンド、シュノーケルの2作目のスタジオ・アルバム。2007年10月3日にSME Recordsより発売された。

## 解説
前作『SNOWKEL SNORKEL』以来1年6ヶ月ぶりのリリース。テーマは「地球」前作同様ジャケットのイラストはジム・ウードリング、その他歌詞カードのイラストは香葉村多望が担当。タイトルは、音響機器の一種であるイコライザー（equalizer）と、心の知能指数を意味する英語「emotional quotient」のダブル・ミーニングとなっている。
初回生産限定盤と通常盤の2形態で発売。初回生産限定盤には、アルバムに収録の全シングル曲のPVを収録したDVD付き。
タワーレコード購入特典として、オリジナル缶バッヂが付属していた。
発売後、本作を引っ提げた10月26日から11月4日にかけてタワーレコード3店でアコースティックツアー『AQ TOUR』、2008年1月26日から3月8日にかけて全国5会場6公演で「EQ TOUR」が開催された。
2010年3月にバンドが活動休止する前、そして2018年現在メジャーレーベルから発売されたシュノーケルにとって最後のオリジナル・アルバム。

## 収録曲
| 全作詞・作曲: 西村晋弥。 |                          |           |            |                              |      |
| #                        | タイトル                 | 作詞      | 作曲・編曲 | 編曲                         | 時間 |
| 1.                       | 「Another World」        | 西村晋弥  | 西村晋弥   | シュノーケル 松岡モトキ      | 3:54 |
| 2.                       | 「天気予報」             | 西村晋弥  | 西村晋弥   | シュノーケル 上田ケンジ      | 5:19 |
| 3.                       | 「solar wind」           | 西村晋弥  | 西村晋弥   | シュノーケル tasuku          | 3:42 |
| 4.                       | 「無能の人」             | 西村晋弥  | 西村晋弥   | シュノーケル 上田ケンジ      | 4:22 |
| 5.                       | 「奇跡」(EQ Version)     | 西村晋弥  | 西村晋弥   | シュノーケル tasuku          | 5:58 |
| 6.                       | 「アイラブユー」         | 西村晋弥  | 西村晋弥   | シュノーケル 河野圭          | 4:26 |
| 7.                       | 「なんたらメンタル」     | 西村晋弥  | 西村晋弥   | シュノーケル tasuku          | 4:34 |
| 8.                       | 「シュールストレミング」 | 西村晋弥  | 西村晋弥   | シュノーケル tasuku          | 3:33 |
| 9.                       | 「雪の罠」               | 西村晋弥  | 西村晋弥   | シュノーケル 松岡モトキ      | 3:16 |
| 10.                      | 「Bye-Bye × Hello」      | 西村晋弥  | 西村晋弥   | - 竹内純（ストリングス編曲） | 4:05 |
| 11.                      | 「3つ数えろ」            | 西村晋弥  | 西村晋弥   | - 下神竜哉（ブラス編曲）     | 3:39 |
| 12.                      | 「ボクラとキミラ」       | 西村晋弥  | 西村晋弥   | シュノーケル 河野圭          | 6:21 |
| 合計時間:                | 合計時間:                | 合計時間: | 53:09      |                              |      |

| #  | タイトル                | 作詞 | 作曲・編曲 | 監督         |
| -- | ----------------------- | ---- | ---------- | ------------ |
| 1. | 「solar wind」          |      |            | nicographics |
| 2. | 「Bye-Bye × Hello」     |      |            | nicographics |
| 3. | 「天気予報」            |      |            | 福居英晃     |
| 4. | 「奇跡 (EQ Version)」   |      |            | 福居英晃     |
| 5. | 「Making of "Miracle"」 |      |            |              |

## 曲の解説
シングル曲の詳細は各項目を参照。
1. Another World
シンプルなバンドサウンドの楽曲。香葉村曰く「このアルバムを象徴できる曲」[7]。
2. 天気予報
6thシングル。
3. solar wind
4thシングル。
4. 無能の人
自主制作盤『シュノーケル』収録曲をリレコーディングした音源。
5. 奇跡 (EQ Version)
7thシングルのアルバムバージョン。
イントロの前に逆回転させたドラムの音とカウントが追加されている。また、シングルではフェードアウトで終了するが、このバージョンはアウトロが追加され歌詞も付け加えられている。
ベスト・アルバム『Best+』にも、このアレンジで収録されている。
6. アイラブユー
マッチングサイト「match.com」タイアップソング。
同サイトとコラボレーションした映像も公開されていた[8]。
7. なんたらメンタル
コーラスで土岐麻子が参加している。
8. シュールストレミング
タイトルはスウェーデンで生産されている同名のニシンの缶詰から。
9. 雪の罠
バラードナンバー。レコード会社側からの「中島美嘉の『雪の華』みたいな曲」というリクエストを受けて制作された楽曲[9]。
8thシングル『ナツカゼ』には、本曲の歌詞を女性視点で捉えた「窓」という楽曲が収録されている[10]。
10. Bye-Bye × Hello
5thシングル。
11. 3つ数えろ
バンドとして初めて一発録りを行った楽曲で、曲の後半からブラスが入ってくる[2]。
12. ボクラとキミラ
「シュレッダーとストレンジャー」「アマヤドカリとキリギリス」に続く『カタカナとカタカナ』シリーズの第3弾にあたる楽曲[7]。シュノーケルの楽曲で最も演奏時間が長い楽曲。歌詞の中には前作『SNOWKEL SNORKEL』収録曲である「パントマイム」と「100,000hp」の歌詞が登場する[7]。

## 参加ミュージシャン
- 西村晋弥：ボーカル、ギター
- 香葉村多望：ベース、コーラス
- 山田雅人：ドラムス、コーラス
- tasuku：プログラミング（＃3,5,7,8）
- 河野圭：アコースティックピアノ（＃6）、キーボード・プログラミング（＃6,12）
- 奥野真哉（SOUL FLOWER UNION）：オルガン（＃2）、キーボード（＃9）、アコースティックピアノ（＃11）
- 浦清英：ヴィブラフォン（＃4）
- 斎藤有太：アコースティックピアノ（＃5）、ローズピアノ（＃7）
- 土岐麻子：コーラス（＃7）
- 伊藤隆博：アコースティックピアノ（＃10）
- 竹内純ストリングス：ストリングス（＃10）
- 小坂“SASUKE”武巳：トロンボーン（＃11）
- 竹野昌邦：サクソフォーン（＃11）
- 後藤勇一郎ストリングス：ストリングス（＃12）
- 小林亜希子・菅又大・辻紗矢佳・田中宣子・浅野淳：コーラス（＃12）